# コーンケン空港
コーンケン空港（コーンケンくうこう、タイ語 : ท่าอากาศยานขอนแก่น 、英語 : Khon Kaen Airport）は、タイ王国東北部、コーンケン県ムアンコーンケン郡バーンペット町にある空港。

## 施設
滑走路は03/21方向に3,050 m (10,007 ft) の長さの物が1本ある。誘導路は無く航空機は滑走路の両端で折り返す。

## 空港ターミナルビル
3階建て構造であり、搭乗口は2か所ある。この内1か所(GATA 1)はボーディング・ブリッジがある。GATE 2は搭乗検査後、徒歩にて1階（地上）にある駐機場まで向かう。
- 1階
  - 到着ロビー
  - 手荷物受取所
  - 各レンタカーカウンター
  - タクシー乗り場
- 2階
  - 出発ロビー
  - 土産物屋・カフェ
- 3階
  - レストラン

## 就航航空会社と就航都市
| 航空会社               | 就航地                                      |
| ---------------------- | ------------------------------------------- |
| タイ国際航空           | バンコク/スワンナプーム                     |
| タイ・ベトジェットエア | バンコク/スワンナプーム                     |
| タイ・エアアジア       | バンコク/ドンムアン、チェンマイ、プーケット |
| タイ・ライオン・エア   | バンコク/ドンムアン                         |

## 事故・インシデント
2014年11月3日、コーンケン空港発スワンナプーム空港行きTG047便（エアバスA330-300、機体記号:HS-TEG）が、離陸のため滑走路に向けて走行中草地へ逸脱し自力での移動が不可能となり空港が閉鎖された。搭乗していた乗員、乗客にけがはなかった。

## 空港へのアクセス

### タクシー（メーター・タクシー）
繁華街まで約100B（メーター料金に50Bの空港乗り入れ追加料金が加算される）

### 鉄道
タイ国有鉄道東北本線コーンケン駅まで約 8 km の距離である。